# Les Bordes (Loiret)
Les Bordes è un comune francese di 1 792 abitanti situato nel dipartimento del Loiret nella regione del Centro-Valle della Loira.

## Società

### Evoluzione demografica
Abitanti censiti